# Коронационный альбом Александра III
Описа́ние свяще́нного коронова́ния их импера́торских вели́честв импера́тора Алекса́ндра Тре́тьего и госуда́рыни императри́цы Мари́и Фео́доровны — церемониальный альбом, повествующий о коронации императорской четы — Александра III и его супруги Марии Фёдоровны, состоявшейся 15 мая 1883 года в Успенском соборе Московского Кремля. Книга содержит подробное, расписанное тщательным образом, описание возведения на престол нового монарха Российской империи. Помимо собственно церемониала и публикации официальных документов в альбоме описываются сопровождавшие событие торжественные мероприятия с указанием множества деталей — от праздничного декора зданий и помещений до нарядов участвовавших в событии высоких лиц.
В отличие от альбома предыдущей коронации, изданного в 1856 году в Париже, был отпечатан в Санкт-Петербурге с привлечением лишь русских художников. Оформление также выполнено в русском стиле, с вниманием к национальным мотивам и символике.

## Описание
Издание «Описания священного коронования…» было заказано Экспедиции заготовления государственных бумаг президентом Академии художеств великим князем Владимиром Александровичем. 
Альбом был издан Экспедицией заготовления государственных бумаг в Санкт-Петербурге в 1885 году на русском и французском языках ограниченным тиражом в 500 экземпляров. Для печати использовалась бумага фабрики Варгунина, типографскую печать осуществил мастер М. Мюллер. 
Книга большого формата (67 × 53 см) издавалась в двух вариантах: в печатной издательской обложке и цельнокожаном сафьяновом переплёте ярко-малинового цвета с золотым и блинтовым узорным тиснением на крышках, тройными золочёными обрезами и форзацами из белого муара. Владельцы простых фолиантов также отдельно заказывали богатый переплёт в лучших мастерских Санкт-Петербурга.  

### Содержание
Без учёта иллюстраций, форзаца и обложки, в книге 65 страниц печатного текста. Содержание разделёно на восемь глав, каждая из которых начинается с нового листа в соответствии с днями коронационных торжеств. Каждый из этих дней выделен в тексте объёмной арабской цифрой красного либо синего цвета — по значимости события и в соответствии с цветами государственного флага. 
Первая глава открывается Манифестом и Высочайшим указом о создании специальной комиссии по организации торжеств под руководством министра Императорского Двора, генерал-адъютанта графа Воронцова-Дашкова. Далее следует повествование о подготовке Москвы к предстоящему событию, рассказ о прибытии венценосной четы, членов императорской фамилии и свиты из Петербурга; приводится подробный план движения коронационной процессии из Петровского дворца в Кремль.
Третья, самая обширная глава (восемь листов) посвящена собственно дню коронования в Успенском соборе Кремля. Особое внимание как в тексте, так и в иллюстрациях, уделено религиозному аспекту церемонии (альбом предыдущей коронации, императора Александра II, не затрагивал  столь близко эту тему). 
Четвёртая глава содержит полный перечень награждённых в связи с коронацией лиц с указанием их новых титулов, званий, чинов и подарков. Эта глава единственная в издании, которая не иллюстрирована. В следующих главах расписываются праздничные мероприятия, в которых участвовала императорская чета — от военных парадов и церемоний до торжественных приёмов, обедов, балов и спектакля в Большом театре.  
Последняя, восьмая глава вновь возвращается к теме религии, описывая посещение Троице-Сергиевой лавры и церемонию освящения нового московского собора — Храма Христа Спасителя. Книга заканчивается описанием возвращения императорской четы и их свиты в столицу империи — Санкт-Петербург.

### Оформление
Издание богато иллюстрировано: кроме многочисленных инициалов, виньеток, заставок и концовок, к нему было выполнено 26 полноцветных хромолитографий на листах-вклейках (по другим источникам — хромолитографии формата in-plano прилагались в отдельной папке), сделанных по акварелям именитых художников того времени. 
Титульный лист по эскизу Николая Симакова, был также выполнен в технике хромолитографии с печатью золотой краской. Этот же художник исполнил изображения национальных растительных орнаментов и заглавные буквы в главах — первое слово каждой страницы начинается с нарядной буквицы красного цвета (гравюры на дереве делал Е. Гогенфельден).
Ответственность за своевременное исполнение и художественное оформление литографических листов была возложена на председателя Общества поощрения художеств Дмитрия Григоровича. Финансирование художников, командированных в Москву от Академии художеств для натурных зарисовок, было поручено академику Михаилу Боткину, получившему на это из казны 15 тысяч рублей. 
К выполнению акварелей для литографий был привлечён целый ряд именитых художников своего времени. Наибольшее количество иллюстраций для вклеек (четыре из 26) выполнил Иван Крамской. Три иллюстрации выполнил Константин Маковский, в целом же братьями Маковскими было сделано семь иллюстраций — ещё по две исполнили Владимир и Николай. Также по две иллюстрации выполнили Александр Соколов (портреты императора и императрицы), Константин Савицкий, Николай Каразин, Василий Верещагин и Иван Макаров. По одной иллюстрации выполнили Василий Поленов, Василий Суриков, Николай Богданов, Александр Григорьев и Степан Александровский.  
Рисунки иллюстрируют все этапы коронования и сопровождавшие его события в Москве; первыми приведены изображение императорских регалий и портреты императорской четы. Листы хромолитографий в целом размещены в альбоме таким образом, чтобы сохранялось чередование статики и динамики в композиции, что непосредственно влияет на восприятие художественного оформления зрителем — выделяется лишь четвёртая глава чистого текста с перечислением наград особам всех классов. 
Художникам, принимавшим участие в оформлении издания, несмотря на их опыт работы в литографии, не было дозволено готовить листы самостоятельно. Из-за опасений, что они будут править собственные рисунки, стремясь к совершенству и делая дорисовки в процессе печати, изготовление хромолитографий было поручено мастеру-печатнику. 
Большинство листов (22 из 26) выполнил мастер К. Шиссель в частной петербургской типографии «Картографическое заведение А. А. Ильина». Там же были подготовлены нарядные цветные заставки по рисункам Виктора Васнецова, раскиданные по тексту (заметим, что художник также выполнил меню коронационного обеда). Остальные три литографии (№№ 6, 20 и 25) были отпечатаны в хромолитографии Н. Брезе, находившейся по адресу Средняя Подьяческая улица, д. № 4, ещё один лист (№ 11) — в хромолитографии «Штадлер и Паттинот» (Невский проспект, д. № 88).
Шесть монохромных вставок, использованных в четырёх главах в качестве виньеток, выполнил по рисункам художника-баталиста Николая Самокиша мастер Г. Скамони. Эти иллюстрации были отпечатаны вместе с текстом в Экспедиции заготовления государственных бумаг. Экспрессивные рисунки, изображающие перегруппировки эскадронов во время коронационных торжеств, придали композиционное напряжение листам, нарушая общий неторопливый ритм текстового блока.

## Судьба отдельных экземпляров
Альбом не предназначался для продажи. В качестве памятного подарка он подносился членам императорской семьи и представителям правящих династий европейских монархий, иностранным гостям коронации. Также он презентовался высшим российским сановникам и некоторым государственным учреждениям. Так, нумерованный экземпляр № 22 был подарен Российскому историческому музею (императорская чета посетила музей 27 мая, за неделю до его официального открытия).
Издание вошло в каталог редких книг Н. Березина, экспонировалось на Международной выставке печатного дела в Лейпциге в 1914 году. Экземпляр с авторскими иллюстрациями находится в собрании Музея истории религии.
В 2007 году на торгах в Париже один из экземпляров альбома был продан за 23 тысячи евро. В 2012 году на лондонском аукционе Christie's альбом ушёл с молотка за 187 тысяч фунтов, что более чем в два раза превысило предварительную оценку.
В 2016 году музей-заповедник «Гатчина» провёл выставку одного экспоната «Коронационный альбом Императора Александра III», центральным предметом которой стал альбом из фонда редкой книги музея.

## Список иллюстраций
| Глава | № листа | Название | Художник               | Дата | Печать                               | Илл. |
| ----- | ------- | --- | ---------------------- | ---- | ------------------------------------ | ---- |
| —     | 1       | Заглавный лист | Николай Симаков        |      | Хромолитография А. А. Ильина         |      |
| —     | 2       | «Императорские регалии»                                                                                            | Константин Маковский   |      | Хромолитография А. А. Ильина         |      |
| —     | 3       | «Государь император Александр III»                                                                                 | Александр Соколов      | 1883 | Хромолитография А. А. Ильина         |      |
| —     | 4       | «Государыня императрица Мария Фёдоровна»                                                                           | Александр Соколов      | 1883 | Хромолитография А. А. Ильина         |      |
| 1     | 5       | «Торжественный выезд в Москву»                                                                                     | Константин Савицкий    |      | Хромолитография А. А. Ильина         |      |
| 2     | 6       | «Торжественный проезд через Красную площадь»                                                                       | Николай Каразин        |      | Хромолитография Н. Брезе             |      |
| 2     | стр. 9  | иллюстрация в тексте                                                                                               | Николай Самокиш        |      |                                      |      |
| 2     | стр. 12 | иллюстрация в тексте                                                                                               | Николай Самокиш        |      |                                      |      |
| 3     | 7       | «Их величества у входа в Успенский Собор»                                                                          | Василий Поленов        |      | Хромолитография А. А. Ильина         |      |
| 3     | 8       | «Коронование государя императора»                                                                                  | Иван Крамской          |      | Хромолитография А. А. Ильина         |      |
| 3     | 9       | «Коронование государыни императрицы»                                                                               | Иван Крамской          |      | Хромолитография А. А. Ильина         |      |
| 3     | 10      | «Причащение Св. Тайн государя императора»                                                                          | Иван Крамской          | 1885 | Хромолитография А. А. Ильина         |      |
| 3     | 11      | «Торжественный выход из первой ограды Кремля»                                                                      | Василий Верещагин      |      | Хромолитография Штадлера и Паттинота |      |
| 3     | 12      | «Государь император кланяется народу с Красного крыльца»                                                           | Иван Макаров           |      | Хромолитография А. А. Ильина         |      |
| 3     | 13      | «Высочайший обеденный стол в Грановитой палате»                                                                    | Константин Маковский   |      | Хромолитография А. А. Ильина         |      |
| 3     | 14      | «Иллюминация в Кремле»                                                                                             | Николай Маковский      | 1883 | Хромолитография А. А. Ильина         |      |
| 3     | стр. 30 | иллюстрация в тексте                                                                                               | Николай Самокиш        |      |                                      |      |
| 5     | 15      | «Государь император принимает поздравления от представителей азиатских народов»                                    | Николай Каразин        | 1883 | Хромолитография А. А. Ильина         |      |
| 5     | 16      | «Представление государю императору Его императорским высочеством атаманом всех казачьих войск войсковых депутатов» | Иван Крамской          |      | Хромолитография А. А. Ильина         |      |
| 5     | 17      | «Балы» | Николай Богданов       |      | Хромолитография А. А. Ильина         |      |
| 6     | стр. 48 | заставка | Виктор Васнецов        |      | Хромолитография А. А. Ильина         |      |
| 6     | 18      | Афиша представления в Большом театре                                                                               | Александр Григорьев    |      | Хромолитография А. А. Ильина         |      |
| 6     | 19      | «Парадный спектакль»                                                                                               | Степан Александровский |      | Хромолитография А. А. Ильина         |      |
| 6     | 20      | «Освящение знамён Преображенского и Семёновского полков»                                                           | Владимир Маковский     | 1883 | Хромолитография Н. Брезе             |      |
| 7     | стр. 52 | иллюстрация в тексте                                                                                               | Николай Самокиш        |      |                                      |      |
| 7     | 21      | «Народный праздник на Ходынском поле»                                                                              | Владимир Маковский     | 1883 | Хромолитография А. А. Ильина         |      |
| 7     | 22      | «Посещение их величествами Троице-Сергиевой лавры»                                                                 | Константин Маковский   |      | Хромолитография А. А. Ильина         |      |
| 7     | 23      | «Прибытие государя на парад»                                                                                       | Иван Макаров           |      | Хромолитография А. А. Ильина         |      |
| 7     | 24      | «Праздник в Сокольниках»                                                                                           | Константин Савицкий    |      | Хромолитография А. А. Ильина         |      |
| 7     | стр. 55 | иллюстрация в тексте                                                                                               | Николай Самокиш        |      |                                      |      |
| 7     | стр. 56 | иллюстрация в тексте («Императорский павильон в Сокольниках»)                                                      | ?                      |      |                                      |      |
| 8     | 25      | «Выход из Храма Спасителя»                                                                                         | Василий Верещагин      |      | Хромолитография Н. Брезе             |      |
| 8     | 26      | «Освящение Храма Спасителя»                                                                                        | Николай Маковский      | 1883 | Хромолитография А. А. Ильина         |      |
| 8     | стр. 62 | иллюстрация в тексте                                                                                               | Николай Самокиш        |      |                                      |      |
| 8     | 27      | «Торжественный обход вокруг Храма Спасителя»                                                                       | Василий Суриков        | 1883 | Хромолитография А. А. Ильина         |      |

## Репринт
В 2008 году санкт-петербургское издательство «Альфарет» выполнило репринтное издание альбома. Книга была отпечатана в меньшем формате, чем оригинал (154 стр., 26 листов иллюстраций).

## Коронационный рубль
В честь коронации наряду с традиционными медалями и жетонами впервые было решено отчеканить специальный рубль. Штемпели для монеты были выполнены гравёром Петербургского монетного двора Л. Штейнманном. На лицевой стороне отчеканен портрет императора в профиль, вокруг — надпись «Б. М. АЛЕКСАНДРЪ III ИМПЕРАТОРЪ И САМОДЕРЖ. ВСЕРОСС.», под портретом — «коронованъ в Москвѣ» и год — 1883. На оборотной стороне — императорская корона, а также символы власти — скипетр и держава, окруженные лавровой и пальмовой ветвями. В 1883 году было отчеканено около 280 тысяч коронационных рублей. 60 тысяч рублей были выделены военному министерству для раздачи — по рублю для каждого солдата тех военных частей, что примут участие в церемонии. Так как было получено много запросов от частных лиц с просьбой обменять обычный рубль на коронационный, пять тысяч рублей монетный двор попросил оставить у себя на эти цели.